# Модест Гумецький
д-р Модест Гумецький (3 квітня 1842, с. Токарня Сяніцького повіту, тепер Польща — 9 грудня 1899, с. Ріпник, Сяніцького повіту) — лікар і поет.

## Біографія
Народився 3 квітня 1842 р. у с. Токарні Сяніцького повіту (Польща) у сім'ї греко-католицького священика. Навчався в Коросні і Ряшеві. Після закінчення гімназії вступив на богословські студії, але незабаром перейшов на медицину в Кракові, опісля у Відні. У 1871 році здобув ступінь доктора медицини[джерело?]. Працював лікарем у Ліску, Добромилі, а потім 25 років у Коросні, де обирався бургомістром.

## Творчість
Ще студентом почав писати вірші та оповідання. Писав руською (українською), польською і німецькими мовами. Його твори друкувалися в галицько-руській періодиці, а також у польських і німецьких журналах. До найкращих публікацій можна зарахувати: «Поезії невідомого» (Ясло, 1876, Львів, 1879), «Афоризми на фоні природи» (Львів, 1877), «Думи і думки» (Львів, 1888), де вміщено 20 поезій з нотами. Патріотична поема «Сіон або руська пісня» залишилася в рукописі.